# Adolf Burian
Adolf Burian (1. ledna 1891 Žabovřesky – 22. března 1942 Auschwitz) byl československý legionář, odbojář a oběť nacismu.

## Život

### Před první světovou válkou
Adolf Burian se narodil 1. ledna 1891 v brněnských Žabovřeskách v rodině obuvníka Karla Buriana a Anny, rozené Stehlíkové. Matka mu zemřela již v roce jeho narození. Vystudoval První české státní gymnázium v Brně. Byl členem Českoslovanské sociálně demokratické strany dělnické.

### První světová válka
Po vypuknutí první světové války byl Adolf Burian povolán do c. a k. armády a odeslán na ruskou frontu. Dne 22. listopadu 1914 padl v hodnosti desátníka u Krakova do zajetí. Dne 6. prosince 1917 se v Žytomyru přihlásil do Československých legií, kam byl přijat 13. ledna 1918. Absolvoval sibiřskou anabázi a do Československa se vrátil v roce 1920 v hodnosti desátníka.

### Mezi světovými válkami
Po návratu do Československa nepokračoval Adolf Burian v armádní službě. Stal se městským úředníkem v Brně a dosáhl pozice vrchního účetního sekretáře. V roce 1926 se oženil s Emilií Mrázovou, manželům se v roce 1927 narodila dcera Věra a v roce 1929 dcera Emilie.

### Druhá světová válka
Po německé okupaci byl Adolf Burian v roce 1941 jako bývalý legionář nuceně penzionován. Zapojil se do protinacistického odboje v organizaci Obrana národa. Dne 30. září 1941 byl za svou činnost zatčen gestapem a vězněn a vyslýchán v brněnské věznici Pod Kaštany. Následně byl odtransportován do koncentračního tábora Auschwitz, kde 22. března 1942 za neznámých okolností zahynul. Důvod smrti nebyl ve zprávě o úmrtí uveden.

## Posmrtná ocenění
- Adolf Burian byl in memoriam povýšen do hodnosti Městského účetního ředitele
- Po Adolfu Burianovi bylo v roce 1946 pojmenováno náměstí v jeho rodných Žabovřeskách[1]